# 来迎寺 (松阪市白粉町)
来迎寺（らいごうじ）は、三重県松阪市白粉町にある天台真盛宗の仏教寺院。山号は教主山。院号は無量寿院。塔頭に覚性院。本尊は阿弥陀如来。

## 沿革

### 松ヶ島城下時代
永正年間（1504年～1521年）、北畠材親によって松ヶ島城下に創建された。

### 松阪城下時代
天正16年（1588年）、蒲生氏郷の松阪城築城に伴って城下の現在地に移転した。
享保元年（1716年）の松阪大火では、表門（現在の裏門）を除いて焼失したが、豪商三井家などの尽力により、8700両の費用をかけて再興された。
江戸時代の国学者である本居宣長は、来迎寺の僧・戒言（かいごん）を門人としていた。戒言は宣長の奈良への旅に同行したほか、宣長の源氏物語講釈に参加したり、寺で花見・月見・紅葉等の歌会を開いたりしたという。

## 文化財

### 重要文化財（国指定）
- 来迎寺本堂（指定 1988年5月11日）[5]

### 県指定文化財
- 紙本墨書真盛自筆消息　二月十七日盛音坊あて（指定 昭和46年3月17日）
  - 天台真盛宗の開祖・真盛から蓮性寺(松阪市射和町)の住職・盛音にあてた文書。内容は、「いさわ寺」の坊主の修行成果が上がらないことへの不満[6]。

### 市指定文化財
- 来迎寺裏門（指定 1988年4月26日）[7]
  - 松坂城の中門を移築したものと伝えられる[8]。
- 北畠具教制翰（指定 1978年11月11日）
  - 伊勢国司北畠具教が来迎寺に下した法度。寺内での殺生や軍勢による宿取り、酒が寺内に入ることなど様々な禁止行為を示す内容[9]。
- 角屋七郎兵衛等供養碑（指定 1985年3月30日）
  - 江戸時代初期の貿易家・角屋七郎兵衛（1610年 - 1672年）と、その一族の供養碑。七郎兵衛は寛永10年（1631年）貿易のためベトナムに渡ったが、その2年後に鎖国令が出たため、二度と日本に帰ることは叶わなかった。ベトナム中部の町・ホイアンの日本人街の長を務めたという[10]。
- 松本駝堂墓（指定 1985年3月30日）
  - 江戸時代の外科医・松本駝堂（1673年 - 1751年）の墓[10]。彼は植物から薬を発見する本草学者で、薬用人参の研究者だった[11]。当時の医薬不足の解消、薬効研究のため、各地で医薬となる植物を調査、採集し[12]、天然の和人参を江戸幕府に奉じて賞を賜った[13]。上記の角屋家の別家の出身[10]。

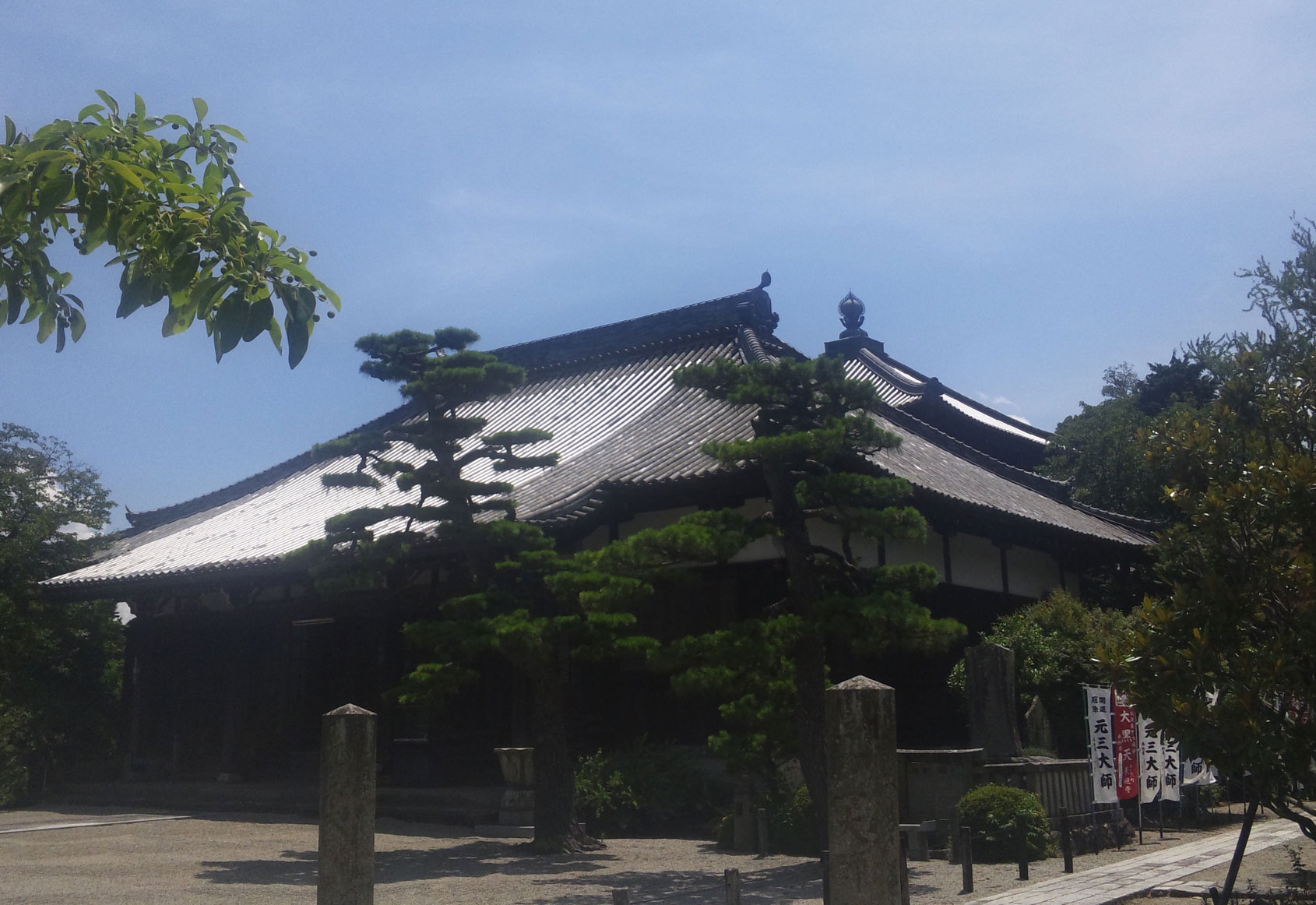
本堂
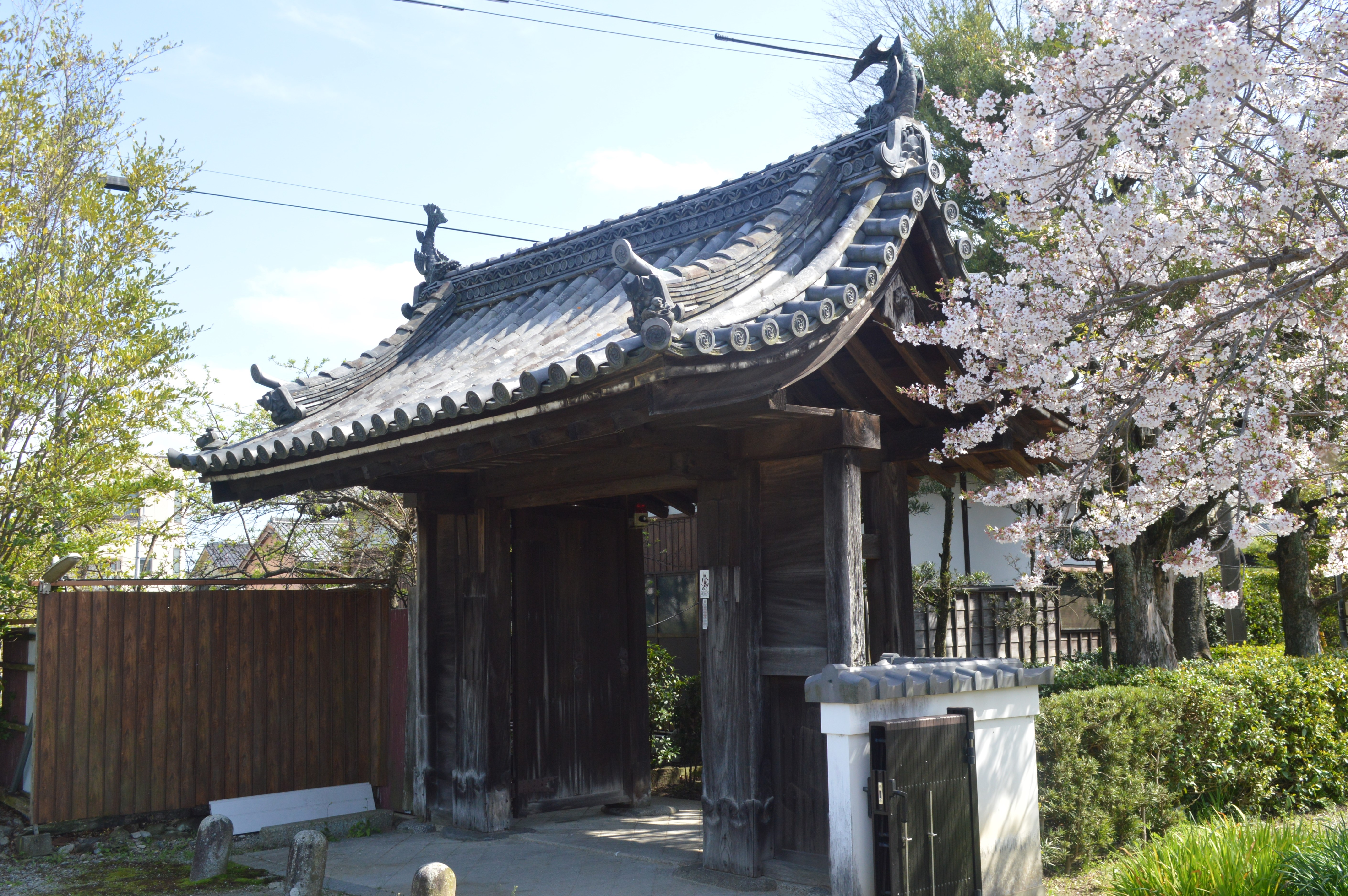
裏門
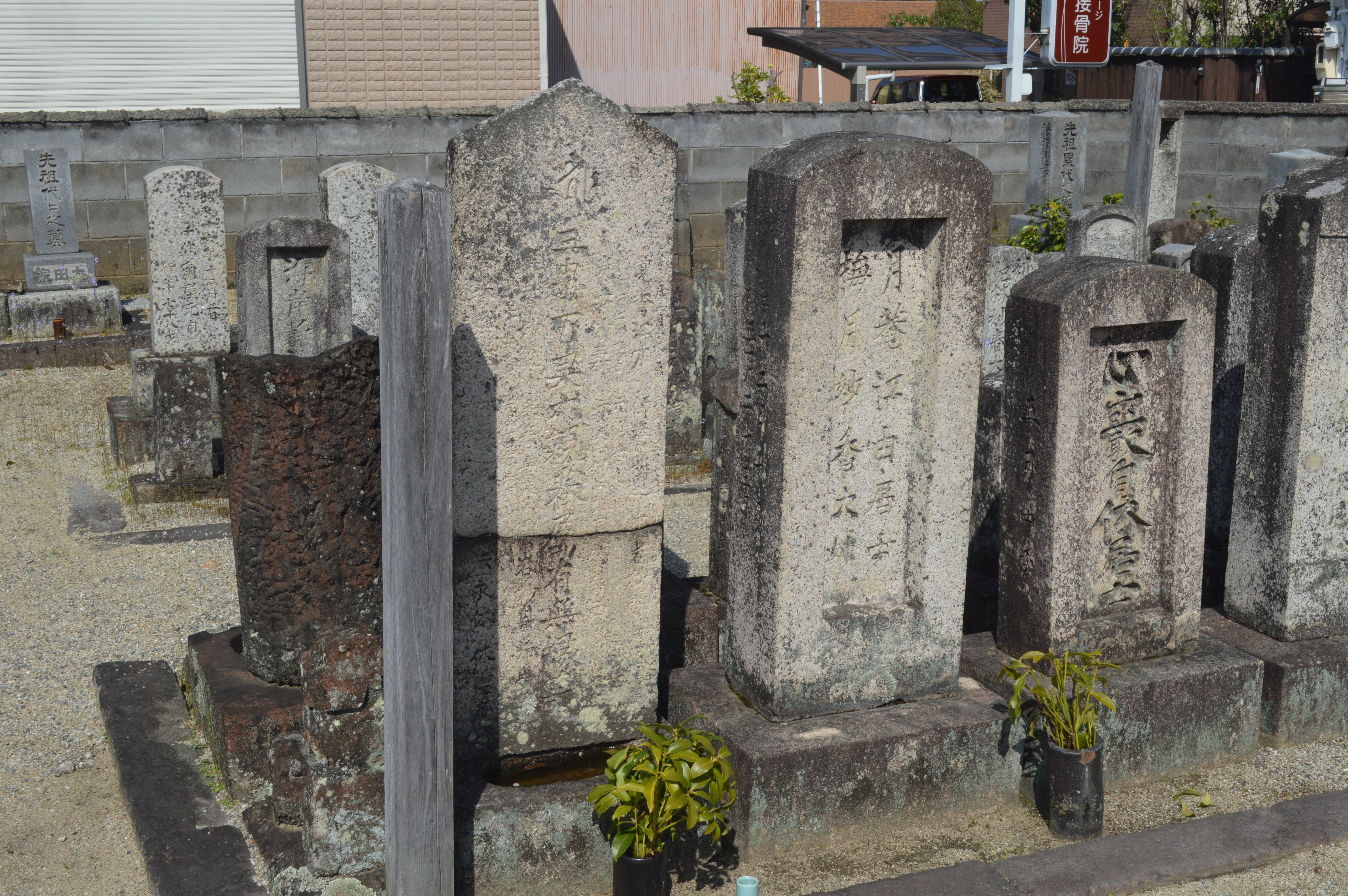
角屋七郎兵衛等供養碑
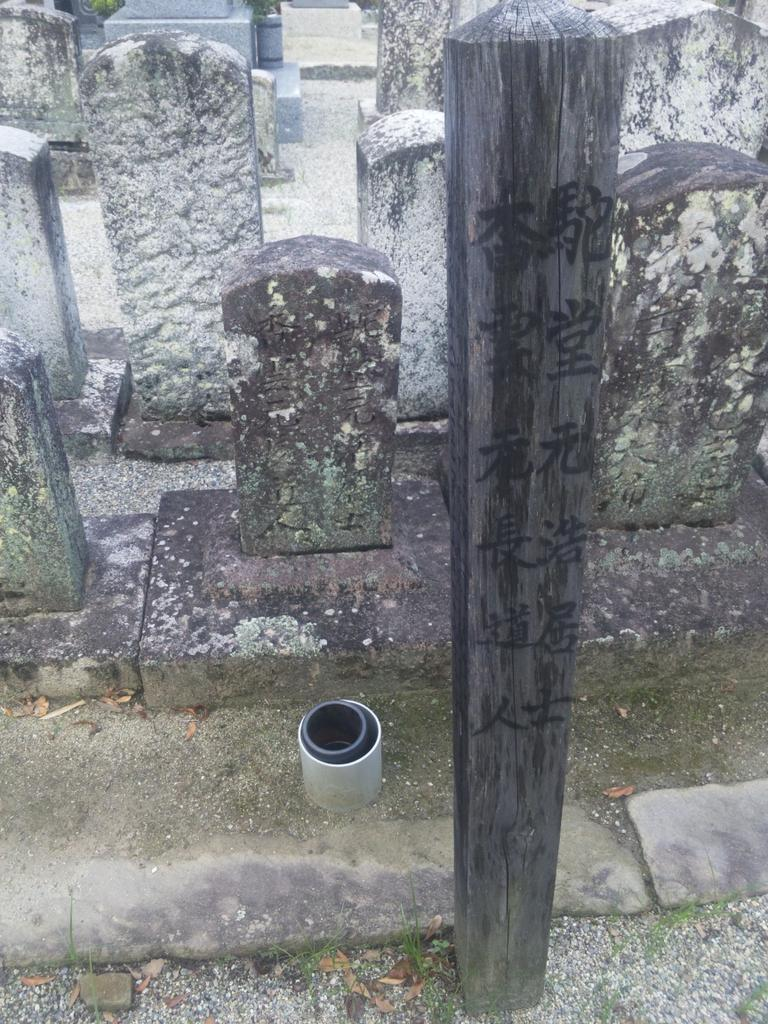
松本駝堂墓

## 境内

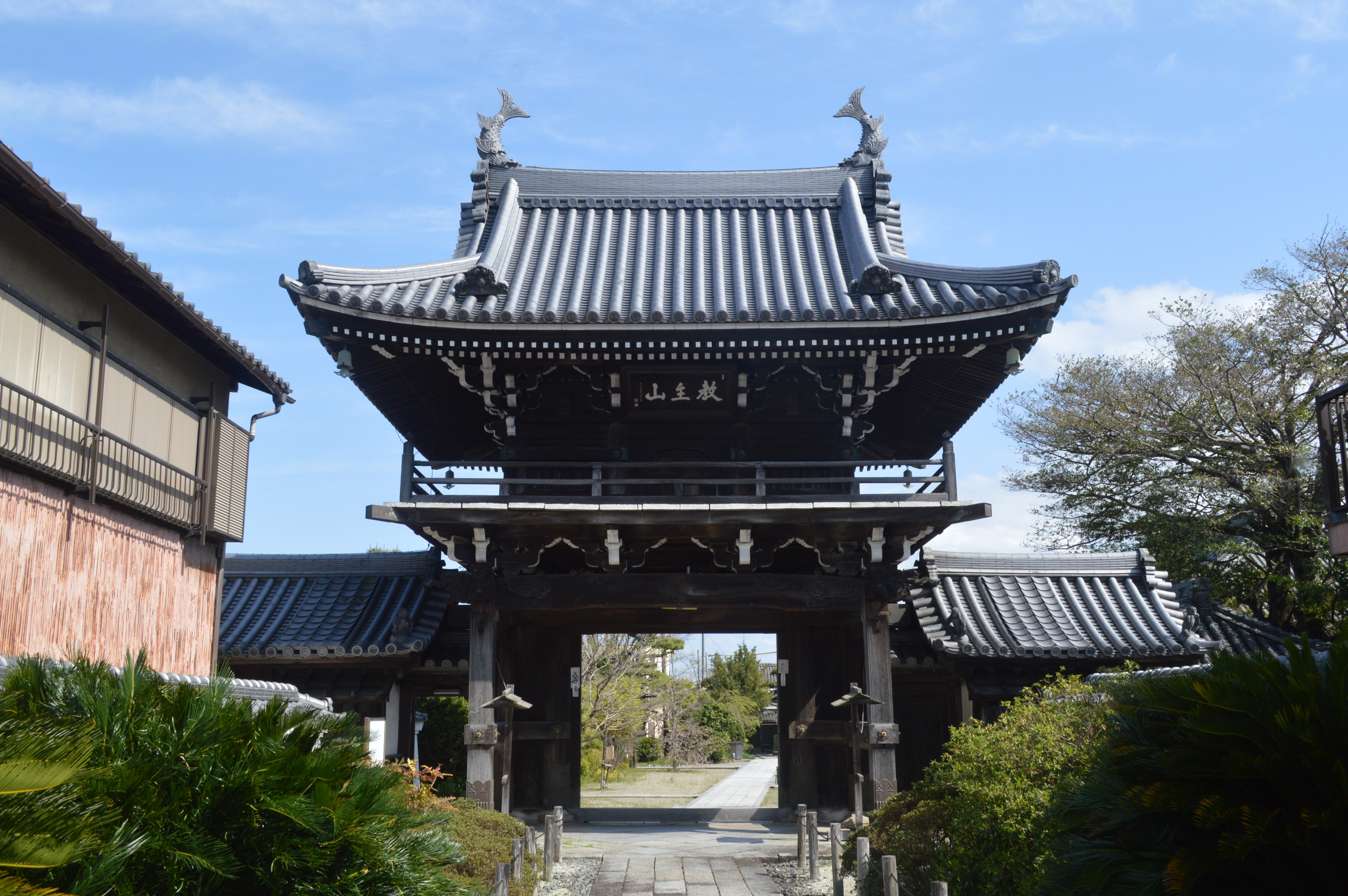
鐘楼門（正門）
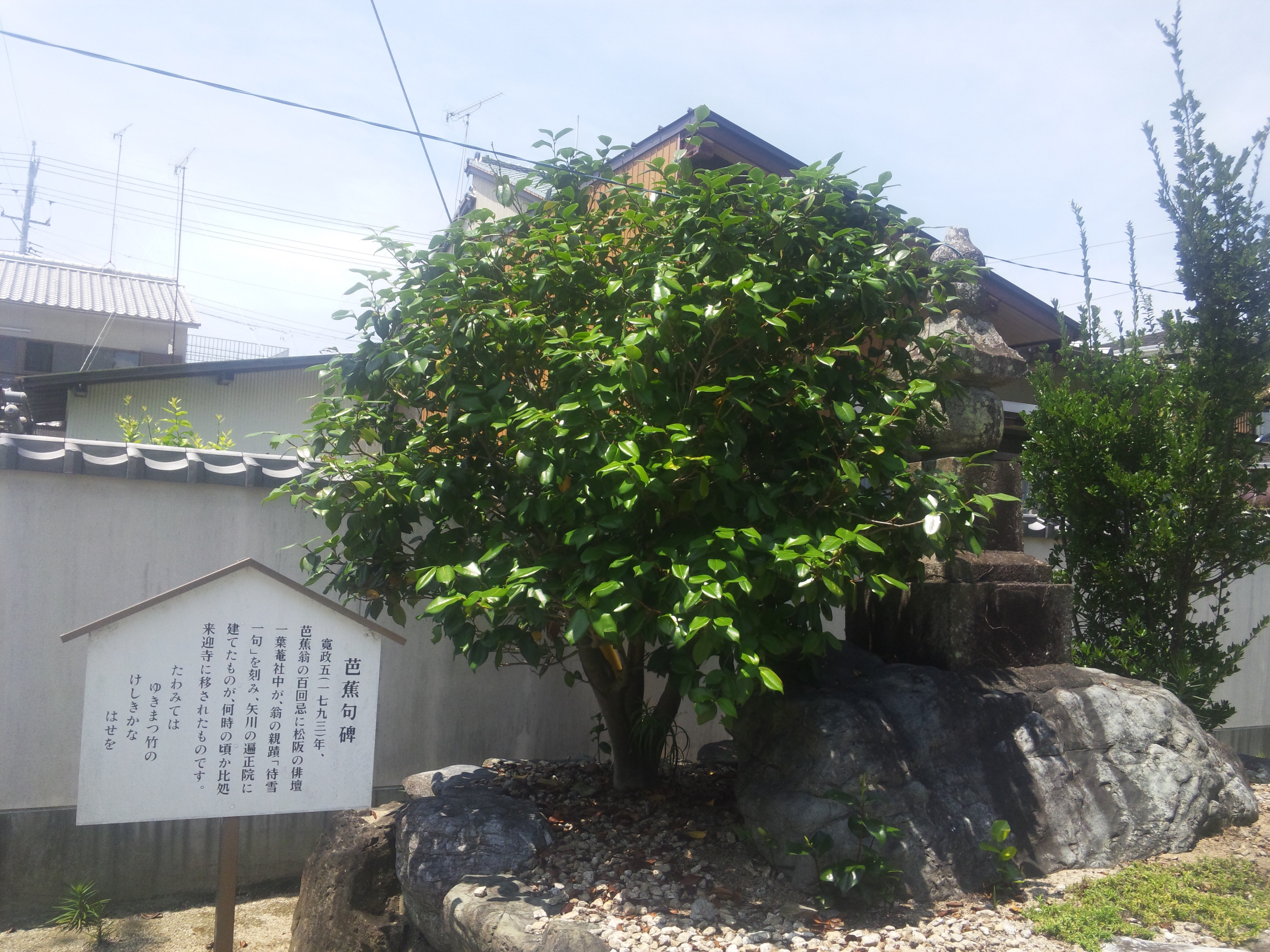
松尾芭蕉句碑
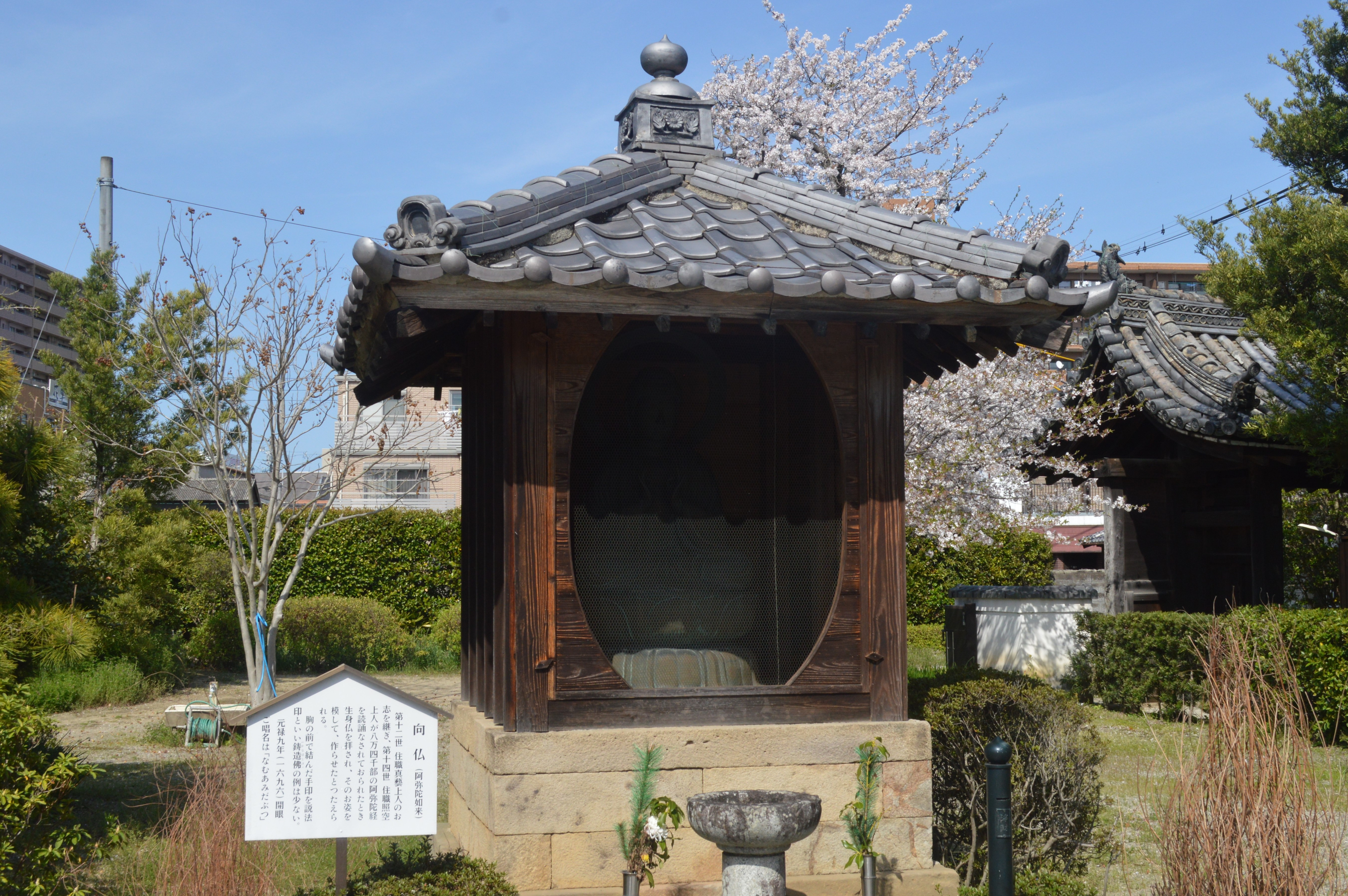
向仏（阿弥陀如来）

## 近隣の同名寺院
松阪市飯南町（旧・飯南郡飯南町）にも同名の来迎寺がある。白粉町の来迎寺は「らいごうじ」と濁るが、飯南町の来迎寺は「らいこうじ」と濁らない。

## 現地情報
所在地
- 515-0076 三重県松阪市白粉町512

交通アクセス
- JR・近鉄松阪駅より徒歩で約10分